# Федосенко, Надежда Павловна
Наде́жда Па́вловна Федосенко (Петро́ва) (21 октября 1984, Брюховецкая) — российская гребчиха-байдарочница. Обладательница серебряной медали чемпионата Европы, многократная призёрка этапов Кубка мира, победительница национальных и молодёжных регат. На соревнованиях представляет Краснодарский край, мастер спорта международного класса.
С 2017 года тренер по фитнесу и фитнес-нутрициолог и консультант по питанию.

## Биография
Надежда Петрова родилась 21 октября 1984 года в Таджикистане, затем в детстве вместе с семьей переехала в станицу Брюховецкую, Краснодарский край. Активно заниматься греблей на байдарке начала в раннем детстве, проходила подготовку на местной гребной базе и в кубанском краевом центре спортивной подготовки, тренировалась под руководством собственного отца П. А. Петрова.
Первого серьёзного успеха добилась в 2002 году на первенстве Европы среди юношей до 18 лет, завоевав серебро в байдарке-четверке. В 2003 году, стала чемпионкой России на дистанции 200 метров среди двухместных и четырёхместных байдарок. Год спустя стала лучшей в заездах одиночек на 2000 метров.В 2005 году на Чемпионате Европы среди молодежи до 23 лет завоевала 2 золотых медали, в байдарке-двойке с Юлианой Салаховой и в байдарке четверке 500 м в составе: Петрова Надежда,Кудинова Светлана, Андреева Татьяна и Салахова Юлиана, в Пловдиве, Болгария. В 2007 году соревновалась в четвёрках на первенстве мира в венгерском Сегеде.
На взрослом международном уровне впервые заявила о себе в сезоне 2003 года, сразу после юношеской сборной попав в основной и гоняясь в четырёх видах программы на Чемпионате Мира в США, где лучшим оказался результат 5е место в составе байдарки -двойки с Еленой Тиссиной на дистанции 200 м. В 2008 года, Петрова Надежда попав в основной состав российской национальной сборной, удостоилась права защищать честь страны на чемпионате Европы в Милане. В четырёхместном экипаже, куда также вошли байдарочницы Александра Томникова, Надежда Пищулина и Наталия Лобова выиграла серебряную медаль в зачёте 200 метров, уступив лидерство лишь команде Венгрии.
За выдающиеся спортивные достижения удостоена почётного звания «Мастер спорта России международного класса».